# Lasianthus rostratus
Espèce
Synonymes
- Lasianthus ciliatus var. rostratus (Wight) Hook.f.[1]
- Mephitidia rostrata (Wight) Walp.[1]

Statut de conservation UICN

 VU B1+2c : Vulnérable
Lasianthus rostratus est une espèce de plantes de la famille des Rubiaceae.

## Publication originale
- Calcutta Journal of Natural History and Miscellany of the Arts and Sciences in India 6: 510. 1846.